# آشور ناصربال الأول
آشور ناصربال الأول هو الملك ال92 لآشور من القرن 10 ق م، حسب قائمة ملوك آشور ذكرت أنه حكم لمدة 19 سنة، من سنة 1050 إلى سنة 1031 ق م. خلف الحكم من والده شمشي أدد الرابع، ذكرت المصادر عنه أنه كان من المتعلقين بالإلهة عشتار وأنه بنى عدة معابد لها في نينوى وأربيل. خلفه في الحكم إبنه شلمنصر الثاني.